# Nguyễn Hữu Bài
Nguyễn Hữu Bài (chữ Hán: 阮有排; 28 tháng 9 năm 1863 - 28 tháng 7 năm 1935), Phước Môn Quận công, là một đại thần nhà Nguyễn và là một nhà cách mạng ôn hòa trong lịch sử cận đại Việt Nam.

## Tiểu sử và sự nghiệp
Phêrô-Giuse Nguyễn Hữu Bài sinh năm 1863 trong một gia đình theo đạo Công giáo tại làng Cao Xá, tổng Xuân Hòa, phủ Vĩnh Linh, tỉnh Quảng Trị. Ông thuộc dòng dõi thánh tử đạo Antôn Nguyễn Hữu Quỳnh, một hậu duệ của công thần nhà Lê Nguyễn Trãi. Khi nhỏ ông theo học tại Tiểu chủng viện An Ninh rồi được chuyển tiếp lên Đại chủng viện Penang, Mã Lai.
Vào thời Trung Kỳ bị "bảo hộ", triều đình Huế cần dùng người biết tiếng Pháp để giúp việc tại Nha Thương-bạc Huế, Nguyễn Hữu Bài cùng nhiều tu sĩ khác được trao công việc. Ông là người có tinh thần minh mẫn và biết sử dụng nhân lực.
Năm 1908 Nguyễn Hữu Bài lãnh chức Thượng thư Bộ Lại. Khi Khâm sứ Pháp Mahé đề nghị đào vàng bạc chôn ở lăng Tự Đức, Nguyễn Hữu Bài nhất quyết phản đối. Dân chúng đương thời đặt ra câu tục ngạn:
"Phế vua không Khả, đào mả không Bài".

Phủ phụ chánh triều vua Duy Tân. Từ trái sang phải: Tôn Thất Hân (thượng thư bộ hình), Nguyễn Hữu Bài (thượng thư bộ lại), Huỳnh Côn (thượng thư bộ lễ), Hoàng thân Nguyễn Phúc Miên Lịch, Lê Trinh (thượng thư bộ công), Cao Xuân Dục (thượng thư bộ học)

Năm 1923, ông được thăng Thái phó, Võ hiển điện Đại học sĩ, Cơ mật Viện trưởng đại thần. Sau đó ông được giữ chức Thượng thư Bộ Lại. Năm 1932, ông được vua Bảo Đại phong tước Phước Môn Quận công. Năm 1933, vua Bảo Đại muốn cải cách triều đình bèn ban cho về hưu một lúc 5 Thượng thư các Bộ: Lại, Hình, Binh, Lễ, Công vốn chỉ thông nho học, nhường chỗ cho những người thông thạo học vấn phương Tây. Nguyễn Hữu Bài trong số những người bị bãi chức.
Sự kiện này khiến nhà thơ Nguyễn Trọng Cẩn ghi lại bằng bài thơ Đường luật, có chơi chữ tên 5 vị quan các bộ bị bãi chức ở từng câu tương ứng:
Năm cụ khi không rớt cái ình,
Đất bằng sấm dậy giữa thần kinh.
Bài không đeo nữa xin dâng lại,
Đàn chẳng ai nghe khéo dở hình.
Liệu thế không xong binh chẳng được,
Liêm đành chịu đói lễ đừng rinh.
Công danh như thế là hưu hỉ,
Đại sự xin nhường lớp hậu sinh.
Ngày 10 tháng 7 năm 1935, Nguyễn Hữu Bài đến dự lễ tấn phong của giám mục Đaminh Hồ Ngọc Cẩn. Sau buổi tiệc, ông bị cảm. Khâm sứ Graffeuil, Quản đốc Y tế Bác sĩ Terrisse, Công sứ Quảng Trị Alérini đến Phước Môn thăm. Khi thấy bệnh tình ông có vẻ trầm trọng, đưa ông vào nhà thương Huế điều trị. Nhưng bệnh trở chứng nặng thêm và lúc 2 giờ sáng ngày 28 tháng 7 năm 1935, ông từ trần tại tư đệ ở Phủ Cam (Huế), hưởng thọ 73 tuổi. Linh cữu ông được đưa ra mộ phần gần Phước Môn.